# Неру, Джавахарлал
Джавахарла́л Не́ру (хинди जवाहरलाल नेहरू Javāharlāl Nehrū; известен также как Пандит (Учёный) Неру; 14 ноября 1889[…], Аллахабад, Северо-Западные провинции, Британская Индия — 27 мая 1964[…], Нью-Дели, Индия[…]) — индийский государственный, политический и общественный деятель. Один из самых видных политических деятелей мира.
Был лидером левого крыла индийского национально-освободительного движения. Под наставничеством Махатмы Ганди стал председателем Индийского национального конгресса, а в дальнейшем, после обретения страной независимости 15 августа 1947 года, — первым премьер-министром Индии. Оставался на этом посту вплоть до 27 мая 1964 года, когда умер от сердечного приступа. Отец Индиры Ганди и дед Раджива Ганди, которые были третьим и седьмым премьер-министрами Индии соответственно.
Вступив в должность премьер-министра, во внешней политике Неру занял нейтральную позицию, подразумевающую независимость Индии как от западного, так и от восточного блоков. Ввиду этого он вместе с Гамалом Абдель Насером и Иосипом Брозом Тито принял участие в трёхсторонних консультациях, предшествовавших созданию Движения неприсоединения, объединяющего страны с экономикой, значительно отличающейся от либерального капитализма и советского централизованного планирования. Однако впоследствии он признал, что нейтральная позиция по отношению к международному коммунизму, проводящему агрессивную экспансионистскую политику, была малоэффективна. Нападение Китая на Индию заставило его сблизиться со странами НАТО и отказаться от нейтралитета.
Во внутренней политике Неру был активным сторонником дирижизма, признавая при этом частную инициативу как основной двигатель для гармоничного экономического и социального развития.

## Молодость
Джавахарлал Неру родился 14 ноября 1889 года в Аллахабаде в семье, принадлежащей к касте кашмирских брахманов. Его матерью была Сваруп Рани (1863—1954), а его отцом — Мотилал Неру (1861—1931), который был одним из руководителей крупнейшей в стране партии Индийский национальный конгресс в 1919—1920 и 1928—1929 годах. Своего сына Джавахарлала (чьё имя переводится с хинди как «драгоценный рубин») он отправил в престижную английскую школу Харроу (Большой Лондон). Во время своего пребывания в Великобритании он также был известен как Джо Неру (Joe Nehru). В 1912 году Неру окончил юридический факультет Кембриджского университета. Ещё в Англии его внимание привлекает деятельность только что возвратившегося из Южной Африки вождя индийцев в борьбе за национальную свободу Махатмы Ганди, который позже станет непосредственным наставником и политическим учителем Джавахарлала Неру. После возвращения в Индию Неру поселился в Аллахабаде и работал в адвокатской конторе отца.
8 февраля 1916 года, в день индуистского праздника, знаменующего приход весны, Джавахарлал женился на шестнадцатилетней Камале Каул. Через год после свадьбы у них родилась единственная дочь, которую назвали Индирой.

## Молодёжный лидер Индии
Одновременно Неру стал одним из активистов ИНК, боровшегося за независимость Индии ненасильственными средствами. На родную землю он смотрел глазами человека, получившего европейское образование и глубоко усвоившего западную культуру. Знакомство с учением Ганди помогло вернуться на родную почву и синтезировать европейские идеи с индийской традицией. Неру, как и другие лидеры ИНК, исповедовал доктрину Махатмы Ганди. Колониальные власти Великобритании неоднократно[сколько?][когда?]

 бросали Неру в тюрьмы, где он провёл в общей сложности около 10 лет. Неру принял активное участие в инициированной Ганди кампании несотрудничества с колониальными властями, а затем — в кампании бойкота британских товаров.

## Председатель ИНК
В 1927 году Неру был избран председателем ИНК. Также в этом году Джавахарлал приехал в СССР на празднование десятилетия Октябрьской революции вместе с отцом Мотилалом Неру, сестрой Кришной и женой Камалой.
В 1938 году численность партии возросла до 5 млн человек, увеличившись более чем в 10 раз. Но к тому времени обозначился раскол между индуистами и мусульманами. Партия последних — Всеиндийская мусульманская лига — стала выступать за создание независимого исламского государства Пакистан — «страны чистых». В 1936 году, после выхода из тюрьмы, выступая на сессии Конгресса в Лакхнау, Неру заявил:

Я уверен, что единственный ключ к решению проблем, стоящих перед миром и перед Индией, — социализм. Когда я произношу это слово, я вкладываю в него не расплывчатый гуманистический смысл, а точное научно-экономическое содержание… Я не вижу иного пути уничтожения безработицы, деградации и зависимости индийского народа, кроме социализма. Для этого необходимы широкие революционные преобразования в нашем политическом и общественном строе, уничтожение богатых в сельском хозяйстве и промышленности… Это означает ликвидацию частной собственности (за небольшим исключением) и замену теперешней системы, основанной на погоне за прибылью, высшим идеалом кооперативного производства…

## Первый премьер-министр Индии

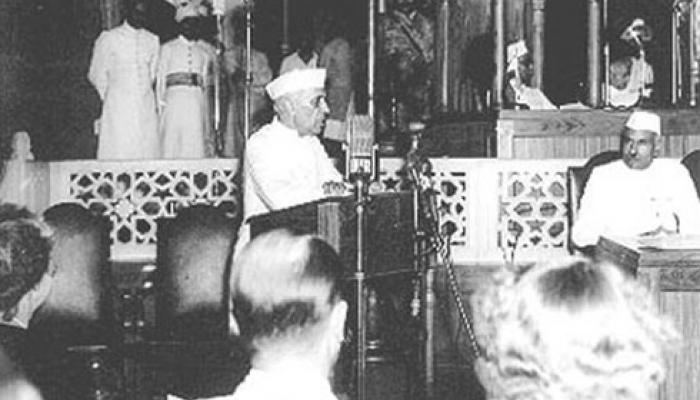
Джавахалал Неру произносит речь «Свидание с судьбой»

24 августа 1946 года Неру стал вице-премьером Временного правительства Индии — Исполнительного совета при вице-короле Индии, а в июне 1947 года — первым главой правительства и министром иностранных дел и обороны независимой Индии. В июле 1947 года Всеиндийский комитет ИНК большинством голосов принял британское предложение о разделе Индии на два государства — Индийский Союз и Пакистан. 15 августа 1947 года Неру впервые поднял флаг независимой Индии над Красным фортом в Дели. В ночь с 14 на 15 августа Джавахарлал Неру произнёс речь «Свидание с судьбой», в которой сказал:
Когда часы пробьют полночь и весь мир погрузится в сон, Индия проснется к жизни и свободе, в этот торжественный момент мы клянемся посвятить себя служению Индии, её народу и, что еще важнее, великому делу служения всему человечеству. Мы полностью выстрадали нашу свободу, сердца наши до сих пор хранят боль этих страданий. Тем не менее с прошлым покончено, и сейчас все наши помыслы направлены только в будущее. Но будущее это будет нелегким. Служение Индии означает служение  миллионам страждущих и несчастных. Оно означает стремление положить конец вековой нищете, болезням и неравным возможностям. Мы должны построить новый величественный дом свободной Индии — дом, в котором смогут жить все её дети.

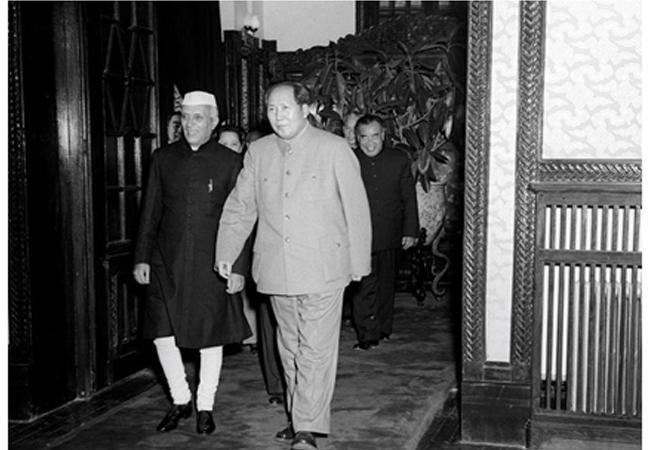
Джавахарлал Неру с Председателем КНР Мао Цзэдуном.

В феврале 1948 года Индию покинули последние контингенты британских войск. В 1947—1948 годах прошла война между Индией и Пакистаном из-за Кашмира. В результате треть спорного штата оказалась под контролем Пакистана, а основная часть была включена в состав Индии.
Большинство индуистского населения доверяло ИНК. На выборах 1947 года соратники Неру завоевали 86 % всех мест в парламенте. Неру удалось добиться присоединения к Индийскому Союзу почти всех индийских княжеств, 555 из 601. В 1954 году к Индии были присоединены французские, а в 1962 году — португальские анклавы на побережье.
В январе 1950 года по инициативе Неру Индия была провозглашена светской и демократической республикой. Конституция Индии включала в себя гарантии основных демократических свобод и запрет дискриминации по признакам религии, национальности или касты. Система правления была президентско-парламентской, но основная власть принадлежала премьер-министру, избираемому парламентом. Парламент стал двухпалатным, состоявшим из народной палаты и совета штатов. 28 штатов получили широкую внутреннюю автономию, право на собственное законодательство и полицию, регулирование экономической деятельности. В дальнейшем число штатов возросло, так как было создано несколько новых штатов по национальному признаку. В ноябре 1956 года было создано 14 новых штатов и 6 союзных территорий. Все они, в отличие от старых штатов, были более или менее однородны в этническом отношении. Было введено всеобщее, прямое, равное и тайное голосование всех граждан, начиная с возраста в 21 год, и мажоритарная система представительства.

## Внутренняя политика. Реформы в экономике и социальной сфере

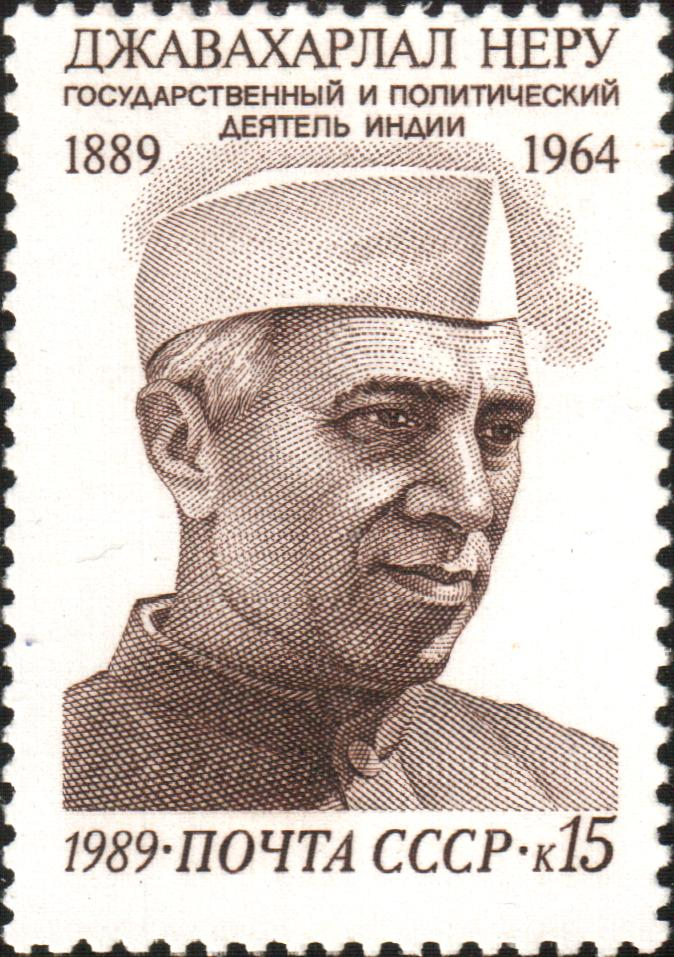
Почтовая марка СССР, посвящённая Д. Неру, 1989, 15 копеек (ЦФА 6121, Скотт 5813, Yvert et Tellier 5677)

Во внутренней политике Неру стремился примирить все народы Индии и индуистов с мусульманами и сикхами, враждующие политические партии, а в экономике — принципы планирования и рыночной экономики. Он избегал радикальных решений, и ему удавалось сохранять единство правой, левой и центристской фракций Конгресса, сохраняя в своей политике баланс между ними. Неру предупреждал народ: 

Нельзя забывать, что бедность невозможно сразу превратить в богатство посредством какого-либо волшебства, применив социалистический или капиталистический метод. Единственный путь лежит через напряжённую работу, улучшение производительности труда и организации справедливого распределения продуктов. Это длительный и тяжёлый процесс. В слабо развитой стране капиталистический метод не предоставляет таких возможностей. Только с помощью планового социалистического подхода можно достичь непрерывного прогресса, хотя на это потребуется время.

Он также подчёркивал своё стремление сгладить социальные и классовые противоречия:

Не сбрасывая со счетов классовые противоречия, мы хотим решить эту проблему мирным путём на основе сотрудничества. Мы стремимся к сглаживанию, а не к обострению классовых конфликтов, и стараемся привлечь людей на свою сторону, а не грозим им борьбой и уничтожением… Теория классовых конфликтов и войн устарела и стала слишком опасной в наше время.

Неру провозгласил курс на создание в Индии общества «социалистического образца», что означало преимущественное внимание развитию государственного сектора экономики, поддержка мелкого предпринимательства, стремление создать общенациональную систему социального страхования. На первых всеобщих выборах, проведённых в 1951—1952 годах, Конгресс получил 44,5 % голосов и более 74 % мест в народной палате. В то же время Неру был сторонником укрепления государственного сектора экономики. В резолюции о промышленной политике, которую Неру огласил на Учредительном собрании в апреле 1948 года, предусматривалось установить монополию государства в области производства вооружений, атомной энергии и железнодорожного транспорта. В ряде отраслей, в том числе самолётостроении и некоторых других видов машиностроения, нефтяной и угольной промышленности, чёрной металлургии, государство оставляло за собой исключительное право на строительство новых предприятий. 17 важнейших отраслей промышленности были объявлены объектами государственного регулирования. В 1948 году был национализирован Резервный банк Индии, а в 1949 году был установлен государственный контроль за деятельностью частных банков. В 1950-е годы Неру осуществил отмену прежних феодальных повинностей в аграрном секторе. Помещикам было запрещено сгонять арендаторов с земли. Были также ограничены размеры помещичьего землевладения. На вторых всеобщих выборах в 1957 году ИНК во главе с Неру вновь одержал победу, сохранив абсолютное большинство в парламенте. Количество поданных за ИНК голосов возросло до 48 %. На следующих выборах в 1962 году партия Неру потеряла 3 % голосов, но, благодаря мажоритарной системе, сохранила контроль над парламентом в Дели и правительствами большинства штатов.

## Внешняя политика

Неру объявляет о смерти Ганди, фотография Анри Картье-Брессона — одна из самых знаменитых фотографий 1940-х годов.

Неру, пользовавшийся большим авторитетом в мире, стал одним из авторов политики неприсоединения к политическим блокам. Ещё в 1948 году на съезде ИНК в Джайпуре были сформулированы основные принципы внешней политики Индии: антиколониализм, сохранение мира и нейтралитета, неучастие в военно-политических блоках. Одним из первых правительство Неру признало Китайскую Народную Республику, что, однако, не предотвратило острых пограничных конфликтов с Китаем из-за Тибета в 1959 и в 1962 годах. Неудачи индийской армии в начальной стадии конфликта 1962 года привели к нарастанию критики правительства Неру внутри страны и к отставке членов правительства, принадлежащих к левой фракции ИНК. Но Неру удалось сохранить единство партии.
Важным направлением внешней политики правительства Неру в 1950-х — начале 1960-х годов была ликвидация колониальных анклавов европейских государств на Индостанском полуострове. В 1954 году, после переговоров с французским правительством, в состав Индии были включены территории т. н. Французской Индии (Пондишерри и др.). В 1961 году после непродолжительной силовой операции индийские войска заняли португальские колонии на полуострове — Гоа, Даман и Диу (их присоединение к Индии было признано Португалией в 1974 году).
Осенью 1949 года Неру посетил США. Этот визит способствовал установлению дружественных отношений, активному приходу в Индию американского капитала, развитию торгово-экономических связей. США видели в Индии противовес коммунистическому Китаю. В начале 1950-х годов был подписан ряд соглашений с США об экономической и технической помощи. Однако Неру отверг американское предложение о военной помощи в ходе индийско-китайского вооружённого конфликта 1962 года, предпочтя сохранить приверженность политике нейтралитета. В то же время он ясно очертил границы индийского нейтралитета:

Когда под угрозой находится свобода и справедливость, когда совершается агрессия, мы не можем быть и не будем нейтральными

Он принимал экономическую помощь от СССР, но не стал советским союзником, а выступал за мирное существование государств с различным общественным строем. В 1954 году он выдвинул 5 принципов мирного сосуществования (панча шила), на основе которых год спустя возникло Движение неприсоединения. Эти принципы были впервые отражены в индийско-китайском соглашении о Тибете, по которому Индия признавала включение этой территории в состав КНР. Принципы панча шилы предусматривали: взаимное уважение территориальной целостности и суверенитета, взаимное ненападение, невмешательство во внутренние дела друг друга, соблюдение принципов равенства и взаимной выгоды сторон, мирное сосуществование. В 1955 году Неру нанёс визит в Москву и сблизился с Советским Союзом, в котором видел мощный противовес Китаю. В Советском Союзе Неру посетил Сталинград, Ялту, Алтай, Тбилиси, Ташкент, Самарканд, Магнитогорск и Свердловск. В Свердловске Неру с дочерью Индирой Ганди встречали тысячи простых горожан — индийский премьер был поражён таким радушием. В этом городе он посетил крупнейший завод «Уралмаш», с которым после Индия заключила контракт. С тех пор завод поставил в Индию более 300 экскаваторов. По мере нарастания советско-китайских противоречий советско-индийские отношения становились всё более тесными, а уже после смерти Неру они фактически превратились в союзные.

## Смерть
Отмечают, что потрясение от войны с Китаем привело к ухудшению самочувствия Неру.
Неру умер 27 мая 1964 года в Дели от сердечного приступа. Согласно завещанию, его прах был развеян над священной рекой Ямуной.

## Труды
Публикации на русском языке
- Неру Дж. Автобиография / Джавахарлал Неру / Пер. с англ.; Переводчики: В.В. Исакович, Д.Э. Кунина, В.Ч. Павлов, В.Н. Мачавариани, Б.В. Поспелов. — М.: Издательство иностранной литературы, 1955. — 656 с. (в пер.)
- Неру Дж. Открытие Индии / Джавахарлал Неру / Пер. с англ.; Переводчики: В.В. Исакович, Д.Э. Кунина, И.С. Кливанская, В.Ч. Павлов; Ред. перевода В.Н. Мачавариани. — М.: Издательство иностранной литературы, 1955. — 652, [24] с. (в пер.)
- Неру Дж. Внешняя политика Индии. — М.: Прогресс, 1965, — 352 с.
- Неру Дж. Взгляд на всемирную историю. В трёх томах = Лондон, 1949 / Джавахарлал Неру / Пер. с англ. под ред. Г. Л. Бондаревского, П. В. Куцобина, А. Л. Нарочницкого. — М.: Прогресс, 1975. — 384+504+454 с. (в пер., суперобл.)
- Неру Дж. Взгляд на всемирную историю. В трёх томах. Изд. 2. — М.: Прогресс, 1977. — 376+504+454 с., 25 000 экз.
- Неру Дж. Взгляд на всемирную историю. В трёх томах. Изд. 3. — М.: Прогресс, 1981. — 376+504+454 с., 50 000 экз.
- Неру Дж. Взгляд на всемирную историю. В трёх томах. Изд. 4. — М.: Прогресс, 1989. — 360+472+432 с., 30 000 экз.
- Неру Дж. Открытие Индии. В двух томах / Джавахарлал Неру / Пер. с англ.; Переводчики: В.В. Исакович, И.С. Кливанская. — М.: Политиздат, 1989. — 464+512 с. — 75 000 экз. — ISBN 5-250-00853-4. (в пер.)

## Память
- В Москве близ МГУ стоит памятник Неру. Площадь на пересечении Ломоносовского проспекта с проспектом Вернадского носит имя Джавахарлала Неру[16].
- Порт Нава-Шева, официальное название — Джавахарлал Неру Порт (англ. Jawaharlal Nehru Port) — крупнейший морской порт Индии.
- Премия имени Джавахарлала Неру[англ.]
- Литературная премия имени Джавахарлала Неру.
- Стадион Джавахарлал Неру (Дели)
- Университет имени Джавахарлала Неру
- Джавахарский туннель — автомобильный туннель на союзной территории Джамму и Кашмир
- В Екатеринбурге сквер Джавахарлала Неру
- В Дамаске улица имени Джавахарлала Неру
- В Узбекистане Узбекско-Индийский Центр по ИТ имени Джавахарлала Неру